# Premios UKAFTA
Los Premios UKAFTA (UK Adult Film and Television Awards en inglés), fueron unos premios que entregó la industria del sexo del Reino Unido en colaboración con la productora Redzone y la Asociación británica de productores pornográficos, entre 2006 y 2008. 

## Historia
La primera edición tuvo lugar el 16 de noviembre de 2006 en el Hammersmith Palais de Londres, presentada por el actor y director porno Ben Dover.
Contaban con cerca de treinta categorías, relacionados con la actuación, con la producción de material porno en diversos formatos (películas, para televisión e Internet), así como premios honoríficos. La serie de televisión El diario secreto de Hannah, protagonizada por Billie Piper, estuvo nominada a la Mejor producción de cine softcore en la segunda edición del 2007.
En 2008 los UKAFTA celebraron su tercera edición el 20 de noviembre. La escasa financiación, el nulo respaldo a los premios y la mala planificación y promoción de los premios llevaron a que desaparecieran después de esta edición.

## Premiados de actuación 2006 - 2008
|                                       | 2006                         | 2007                                  | 2008                           |
| Premio BGAFD Mejor actriz británica   | Savanah Gold                 | Isabel Ice                            | Cate Harrington                |
| Premio a la carrera artística         | Ben Dover                    | Cathy Barry                           | Marino                         |
| Mejor actriz                          | Poppy Morgan                 | Carmel Moore - Hug a Hoodie           | Keisha Kane - Corporate Assets |
| Mejor actor                           | Pascal White                 | Keiran Lee                            | Jason Romer                    |
| Mejor actriz transexual               | Joanna Jet                   | Joanna Jet                            | Joanna Jet                     |
| Mejor actriz de reparto               | Suzie Best                   | Cyprus Isles - Pyjama Party           | Isabel Ice                     |
| Mejor actor de reparto                | Mark Sloane                  | Keni Styles - Porn Date               |                                |
| Mejor actriz revelación               | KazB                         |                                       | Michelle Moist                 |
| Mejor actor revelación                | Keni Styles                  | Vince Velvet - Hug a Hoodie           | John Janes                     |
| Mejor actor en película gay           | Fernando                     | Kyle Price - ASBO Twinks              |                                |
| Mejor actuación femenina en solitario | Donna Marie                  |                                       | Leigh Logan                    |
| Mejor actriz hardcore                 | Emma-Louise - Circus Extreme | Lolly Badcock - Xperi-mental          | Daisy Rock                     |
| Mejor actriz en película amateur      | Tracey Lain                  | Tracey Lain - Knob the Builder        | Geogina Baille                 |
| Mejor actriz extranjera               | Rio Mariah                   | Carmella Bing                         |                                |
| Mejor actriz en escena lésbica        | Donna Marie                  | Daisy Rock - Bound Gagged and Shagged |                                |
| Mejor actriz en escena de sexo anal   | Alicia Rhodes                | Jamie Brooks - Cream Bunz             |                                |
| Mejor actriz en escena de sexo oral   | Sandie Caine                 | Cindy Behr - Kitty Licks              |                                |
| Premio Daily Sport a la Mejor actriz  |                              |                                       | Renee Richards                 |

## Premiados de producción 2006 - 2008
|                             | 2006                       | 2007                        | 2008               |
| Mejor película              | For Your Thighs Only       | Bondage Thoughts            | Satanic Slut 2     |
| Mejor película gay          | French Heat                | Supersize                   |                    |
| Mejor película amateur      | Viewers Wives 47           | Knob the Builder            |                    |
| Mejor película transexual   | Jet Set                    |                             |                    |
| Mejor película extranjera   |                            | Breakin 'Em In 9            |                    |
| Mejor reality porno         | RealPunting II             | Hug a Hoodie                |                    |
| Mejor producción gonzo      | Jim Slip                   | Don’t Kiss Me, Just Fuck Me |                    |
| Mejor producción softcore   | Real Euro Couples          | Hug a Hoodie                | Sensual Seduction  |
| Mejor producción fetichista |                            | Xperi-mental                |                    |
| Mejor director              | Kendo                      | Anna Span                   | Anna Span          |
| Mejor distribuidora         | Wrist Action Entertainment | Relish                      |                    |
| Mejor guion                 | For Your Thighs Only       | Dr Screw 2                  | St Teeny Cums      |
| Mejor banda sonora          | For Your Thighs Only       | Murder Mystery Weekend      | Spanking Tomato    |
| Mejor edición               |                            | Bondage Thoughts            | Get Your Rocks Off |
| Mejor iluminación           | Kendo                      | Bondage Thoughts            | Sensual Seduction  |

## Premiados de televisión e Internet 2007 - 2008
Solo se entregó en las ediciones de 2007 y 2008.
|                           | 2007                     | 2008                           |
| Mejor canal de pago       | Playboy TV               | Television X                   |
| Mejor canal gratuito      | Sex Station              | Bang Babes                     |
| Mejor escena en línea     | Real Couples             | Terry Stevens for Real Couples |
| Mejor presentador         | Rio Lee                  | Nikki Lee                      |
| Mejor serie de pago       | Bound Gagged and Shagged |                                |
| Mejor canal abierto       |                          |                                |
| Mejor película en línea   |                          | Strap On Sex Tape              |
| Mejor actriz en línea     |                          | Cathy Barry                    |
| Mejor actor en línea      |                          | Pascel White                   |
| Mejor productora en línea |                          | Killagram                      |